# 高橋洋子 (俳優)
高橋 洋子（たかはし ようこ、本名：三井 洋子、1953年〈昭和28年〉5月11日 - ）は、日本の女優、小説家。東京都大田区出身。所属事務所はスペースクラフト・エージェンシー。

## 来歴・人物
兄がいる。高校3年生の時に文学座公演『十三夜』を観たことで女優を志す。
1972年、東京都立三田高等学校を卒業後に文学座付属演劇研究所に入所。同期に松田優作がいた。
同年、斎藤耕一監督の『旅の重さ』の主役オーディションに合格し、ヒロインを務める。
1973年、NHK朝の連続テレビ小説『北の家族』のヒロインに選ばれる。
1974年、熊井啓監督『サンダカン八番娼館 望郷』にて、主人公・サキを演じた。
1980年、歌手としてアルバム『シルエット』をリリース。後藤次利や井上鑑が参加。また映画『四季・奈津子』のイメージソング『ボスホラスの海へ』を自ら作詞作曲して歌う。
1981年、小説『雨が好き』で第7回中央公論新人賞を受賞する。1982年『通りゃんせ』が第87回芥川賞候補になった。
1983年には『雨が好き』を自らの監督、脚本、主演で映画化した。
2016年秋に山口県で先行公開された『八重子のハミング』（2017年春から全国展開）で、『パイレーツによろしく』（1988年）以来28年ぶりに映画出演。2021年、短編映画『キッド哀ラック』を製作、脚本、監督、主演(監督業も38年ぶり)。
配偶者はギタリストで作曲家の三井誠（元・クラフト）。稲垣潤一の『クリスマスキャロルの頃には』の作曲で知られる。
三味線の名取で、「春日とよ喜志丸」の名取名を持つ。母親が習っていた三味線と小唄の先生について教えてもらっていたことから習得したものだった。

## 出演

### 映画
- 旅の重さ（1972年） - 主演・少女
- 流れの譜　第一部動乱　第二部夜明け（1974年）
- サンダカン八番娼館 望郷（1974年） - 北川サキ
- 蔵王絶唱 (1974年)
- 宵待草（1974年）
- 櫛の火（1975年）
- アフリカの光（1975年）
- 鴎よ、きらめく海を見たか　めぐり逢い（1975年） - 藤下久美
- 反逆の旅（1976年） - 矢吹しのぶ
- ひとごろし（1976年） - およう
- 北陸代理戦争（1977年）
- 悪魔の手毬唄（1977年） - 由良泰子
- モーニング・ムーンは粗雑に　(1981年)
- さらば箱舟（1983年）
- パイレーツによろしく（1988年）
- 八重子のハミング（2016年山口県で先行公開、2017年春から全国展開） - 石崎八重子 役[5]
- キッド哀ラック（2021年）

### テレビドラマ
- 北の家族（1973年、NHK総合） - ヒロイン・志津
- 求婚旅行（1974年4月、日本テレビ）
- われら青春! 第4話「許してほしいオレも青春!!」（1974年、東宝・日本テレビ） - ノリコ
- 銭形平次 第431話「かわいい娘」（1974年、フジテレビ・東映） - おきよ
- 傷だらけの天使　第16話「愛の情熱に別れの接吻を」（1974年、日本テレビ） - モモコ
- ふたりは夫婦 第21回「出逢いの果ては?」（1975年、フジテレビ）
- ポーラ名作劇場「秘密」（1975年、NET）
- 白い華燭（かしょく）（1975年、TBS）
- 娘たちの四季（1975年、フジテレビ）
- どてらい男　（1975年、関西テレビ） - かな子（中西彌商店のお嬢さん）
- 東芝日曜劇場（TBS）
  - 第993回「彼と二人のクリスマス」（1975年12月21日）
  - 第1149回「冬の桜」（1978年8月7日、CBC）
- 大都会 闘いの日々 第8話「俺の愛した ちあきなおみ」（1976年、石原プロ・日本テレビ） - 木下マヤ
- 新・座頭市 第1シリーズ 第28話「上州わらべ唄」（1977年、勝プロ・フジテレビ）
- その人は今…（1976年、NHK総合） - 鈴木春江
- 女の顔（1977年、フジテレビ）
- あかね雲（1977年、CBC）
- おおヒバリ!（1977年、TBS）
- 青春の門 第2部（1977年、毎日放送）
- 土曜ワイド劇場（テレビ朝日）
  - 「田舎刑事 時間よ、止まれ」（1977年） - 桜井ナオ子
  - 「浴室の美女・江戸川乱歩の「魔術師」より」（1978年1月7日）- 奥村綾子/ 玉村妙子
  - 「名探偵雅楽三度登場! 幽霊劇場殺人事件」（1980年5月3日） - 琴江
  - 「時間よ止まれ」（1980年6月28日）
  - 「女教師 コンクリート殺人事件」（1980年9月27日）
- 旅は終わったのですか（1978年、NHK総合　芸術祭参加作品）松山善三作　佐分利信
- 必殺からくり人・富嶽百景殺し旅（1978年、松竹・朝日放送）※体調不良のため第4話で降板し、真行寺君枝に交代
- 東京メグレ警部シリーズ 第1話（1978年、テレパック・朝日放送）
- 男なら!（1979年、TBS）
- 銀河テレビ小説（NHK総合）
  - ひそやかな日々を（1979年）
  - 冬の祝婚歌（1980年） - 八島漣子
- 阪急ドラマシリーズ「売れっ子女房」（1979年、関西テレビ）
- 大江戸捜査網 第497話「江戸を走る裸の女」（1981年、三船プロ・12ch） - おしゅん
- 土曜ドラマ　五木寛之シリーズ「横浜物語」（1982年、NHK総合） - 木村みき
- 時代劇スペシャル「日本犯科帳 隠密奉行・久留米編」（1982年10月8日、フジテレビ） - 久美
- たそがれて思春期（1985年、テレビ朝日）
- 特捜最前線 第416話「老刑事・レジの女を張り込む!」（1985年5月、東映・テレビ朝日） - 木田和枝
- 水曜ドラマスペシャル「揺れる女」（1985年、TBS）
- 暴れん坊将軍II 第182話「燃える江戸城！男たちの一番纏!」(スペシャル)（1987年、テレビ朝日） - 早苗
- ジャングル 第15話「逮捕! 爆破魔」（1987年、東宝・日本テレビ） - 北見さと子
- 木曜ゴールデンドラマ「愛と青春の挽歌」（1987年、よみうりテレビ）
- 隣の部屋の女（1988年）
- 長七郎江戸日記スペシャル「天下を取れ!仕掛けられた反乱」（1988年4月、ユニオン映画・日本テレビ）
- 月曜・女のサスペンス「おしゃべりな女」（1989年、テレビ東京） - 麻紀子
- 火曜サスペンス劇場「空白の殺人 愛人殺しは妻か?夫か?」（1991年、日本テレビ） - 千里
- 再捜査刑事・片岡悠介10（2017年、テレビ朝日） - 中井清乃

### その他
- NHK紅白歌合戦（NHK総合・ラジオ第1）
  - 第24回（1973年12月31日） - 審査員
  - 第32回（1981年12月31日） - 審査員

## 監督・脚本作品

### 映画
- 雨が好き（1983年）
- キッド哀ラック (2021年)

## 音楽作品

### シングル
| 発売日                        | 面                            | タイトル                      | 作詞                          | 作曲                          | 編曲                          | 規格                          | 規格品番                      |
| invitation / ビクター音楽産業 | invitation / ビクター音楽産業 | invitation / ビクター音楽産業 | invitation / ビクター音楽産業 | invitation / ビクター音楽産業 | invitation / ビクター音楽産業 | invitation / ビクター音楽産業 | invitation / ビクター音楽産業 |
| ----------------------------- | ----------------------------- | ----------------------------- | ----------------------------- | ----------------------------- | ----------------------------- | ----------------------------- | ----------------------------- |
| 1980年                        | A                             | ボスホラスの海へ              | 高橋洋子                      | 高橋洋子                      | 後藤次利                      | EP                            | VIHX-1514                     |
| 1980年                        | B                             | いま光の中へ                  | 五木寛之 田沼宏一郎           | 田沼宏一郎                    | 後藤次利                      | EP                            | VIHX-1514                     |

### アルバム
| 発売日                        | アルバム | 規格                          | 規格品番                      |
| invitation / ビクター音楽産業 | invitation / ビクター音楽産業 | invitation / ビクター音楽産業 | invitation / ビクター音楽産業 |
| ----------------------------- | --- | ----------------------------- | ----------------------------- |
| 1980年                        | SILHOUETTE / シルエット ※ 注記以外、作詞・作曲：高橋洋子 A面 1. 雨模様 - 作曲：三井誠、編曲：八木正夫 2. 私だけの風 - 作詞：クロ、作曲：西岡恭蔵、編曲：井上あきら 3. 香港A型の風邪 - 作詞：荒木とよひさ、作曲：後藤次利 4. Milk一杯 - 作曲：釘崎哲郎 5. プラス20才 - 作詞：荒木とよひさ、作曲：後藤次利 B面 1. こんな夜は - 作詞：竜真知子、作曲：三井誠、編曲：小笠原寛 2. Hi!! - 作詞：荒木とよひさ、作曲：後藤次利 3. 曇りガラスの日 - 作詞：来生エツ子、作曲：木戸やすひろ、編曲：釘崎哲郎 4. 罪なあなた - 作曲：西岡恭蔵、編曲：井上あきら 5. ほれぼれ女 - 作曲：釘崎哲郎、編曲：小笠原寛 6. ラスト・シーン - 編曲：八木正夫 | LP                            | VIH-28003                     |
| 1981年                        | Watashi = わ・た・し ※ 注記以外、作詞・作曲：高橋洋子 A面 1. さようならの祭り 2. 心待ちGood-Bye 3. 何かいいこと 4. 片思いのシュディー 5. さしむかいラブ・ソング B面 1. 1DKダーリン 2. ルーラ Room 3. からっ風あげる - 作曲：三井誠 4. ペーパー・ドリーム 5. ゆきてかえらぬ | LP                            | VIH-28031                     |

## 著書
- 『雨が好き』（1981年、中央公論社）のち文庫
- 『雨を待ちながら』（1988年、新潮社） ISBN 4-10-369401-7
  - 雨を待ちながら 1982年
  - 雨の休日 1981年
  - 雨の日の動物園の光景と重なって ダリの「キリン」[7] 1985年
  - 傘がない 1987年
- 『アダージョの恋』（1988年、中央公論社）
  - アダージョの恋
  - 迷子が笑った
  - 猫のヒゲ
  - 砂の花
  - ようかん
- 『恋しくて……Love Words』（1992年、講談社）
- 『窓の女』（1992年、集英社）
- 『ひとり遊びをときどき』（1993年、PHP研究所）
- 『大人の恋は50/50』（1995年、講談社）
- 『金魚時代』（1997年、新潮社）
- 『星を見た金魚』（2003年、講談社） ISBN 4-06-211662-6
- 『のっぴき庵』（2016年、講談社）

## 受賞歴
- エランドール新人賞（1974年）
- 第7回中央公論新人賞（1981年） - 『雨が好き』